# Commission MAUD

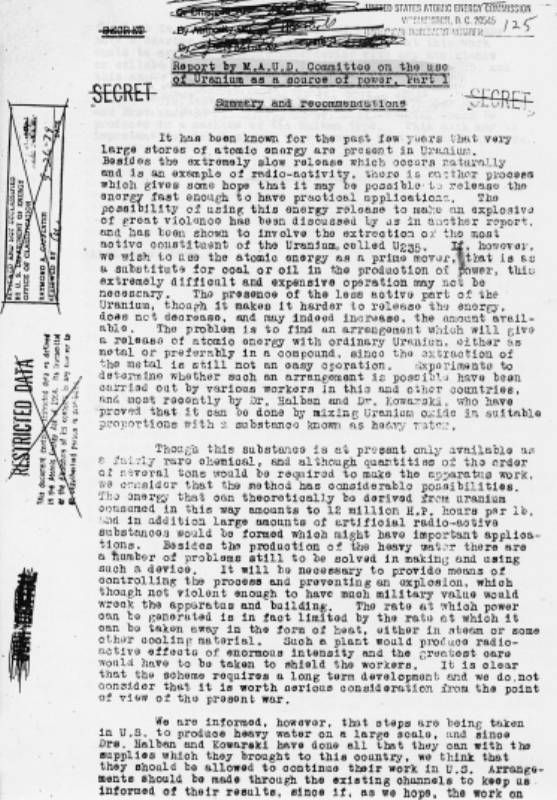
Première page du rapport MAUD (1941).

La commission MAUD marque en 1940 le commencement du projet britannique de bombe atomique, avant que le Royaume-Uni ne joigne ses forces à celles des États-Unis dans le projet Manhattan.
Le nom de baptême « MAUD » de la commission vient d'un malentendu à la lecture d'un télégramme du physicien danois Niels Bohr, qui demandait de consulter sa gouvernante Maud Ray, vivant dans le Kent. Le fait qu'elle s'appelle Ray (qui veut dire « rayon ») a fait initialement croire que Maud était un nom de code ou un acronyme.

## Frisch et Peierls
En février 1940, Otto Frisch et Rudolf Peierls, travaillant à l'université de Birmingham au Royaume-Uni, envisagent la possibilité de fission par neutrons rapides dans l'uranium 235. Ils estiment que la masse critique de l'uranium 235 n'est qu'une ou deux livres, et qu'une grande partie de cette masse réagira avant que le reste ne soit dispersé par l'explosion. Ils estiment les effets vraisemblables de la bombe, envisagent les moyens d'assemblage possibles, et font des estimations sur les possibilités pratiques de séparation de l'uranium 235. Ils préparent un mémorandum, connu sous le nom de mémorandum de Frisch et Peierls, sur leur découverte et en donnent un exemplaire à leur professeur, Marcus Oliphant, qui le transmet à  Henry Tizard, alors président de la Commission de la recherche aéronautique (Aeronautical Research Committee), qui constitue la commission scientifique de défense la plus importante de Grande-Bretagne.

## Premières rencontres
À la demande de Tizard, la commission MAUD se réunit pour la première fois le 10 avril 1940, pour étudier les actions britanniques en ce qui concerne le « problème de l'uranium ». Il est décidé de lancer un programme de recherche sur la séparation isotopique et sur la fission rapide. En juin 1940, Franz Simon est chargé de la recherche sur la séparation isotopique par diffusion gazeuse. Ralph H. Fowler est chargé d'envoyer les rapports de suivi à Lyman Briggs en Amérique, à partir de cette date.

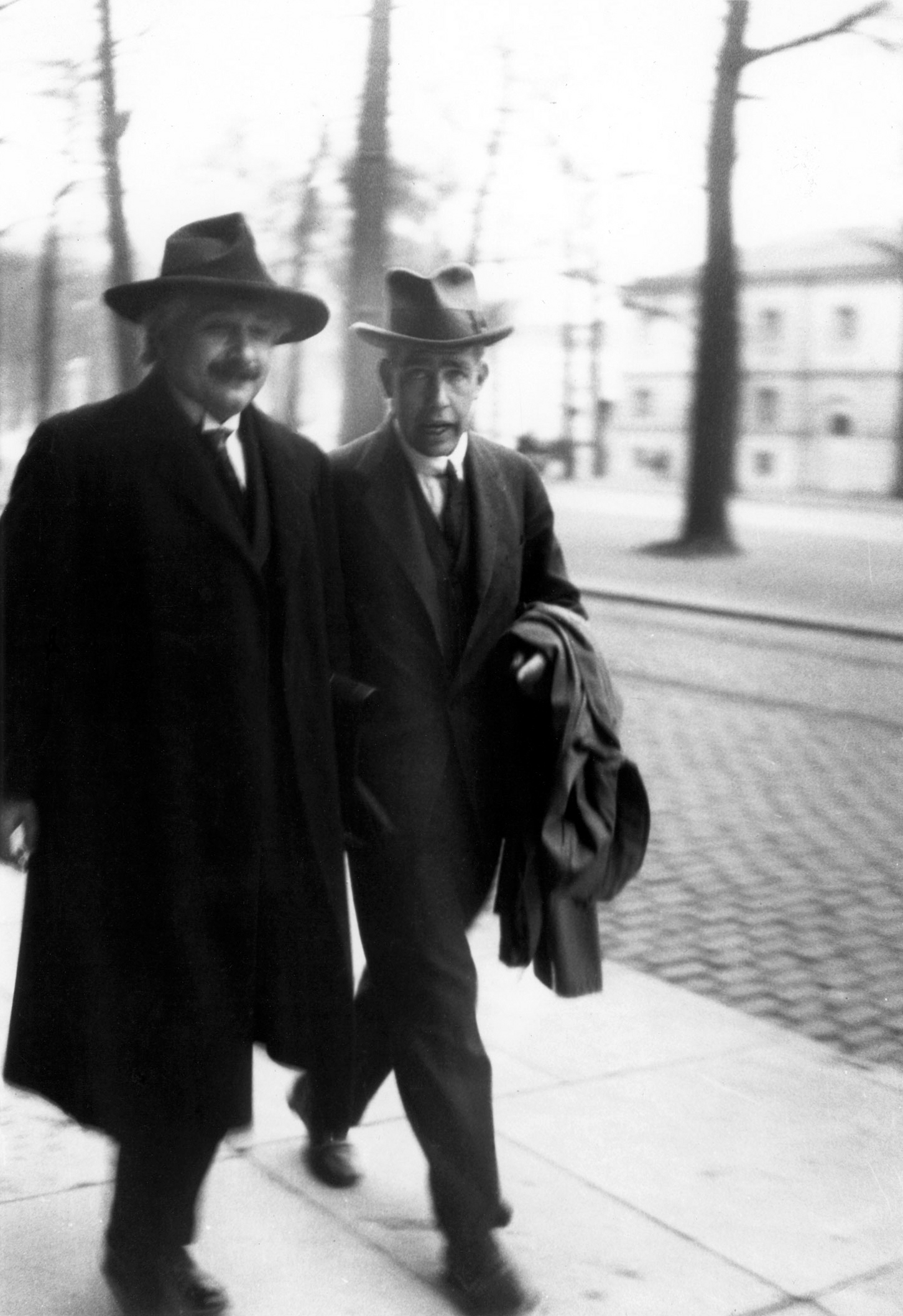
Niels Bohr, en 1930, avec Albert Einstein

La commission MAUD prend ce nom en juin 1940. Peu après l'occupation de Copenhague par les Allemands, Niels Bohr a envoyé un message à Frisch pour lui parler d'une certaine « Mlle Maud Rey à Kent ». Au départ, cette personne n'est pas trouvée, et on en conclut que c'est un message codé, parce qu'il contient les mots "pris radium". Maud Rey, qui a été précédemment la gouvernante des enfants de Bohr, est trouvée plus tard, mais en attendant, ils nomment la commission MAUD en son honneur.

## La commission MAUD
La commission MAUD se compose de :
- Sir George Paget Thomson, président ;
- Marcus Oliphant ;
- Patrick Blackett ;
- James Chadwick ;
- Philip Moon (en) ;
- John Cockcroft.

Bien que le travail original ait été fait par Frisch et Peierls, comme l'un est Allemand, et l'autre Autrichien, ils sont classés officiellement comme « étrangers ennemis », et ne peuvent donc pas faire partie d'une commission en temps de guerre (plus tard, ils feront des contributions significatives à Los Alamos, au sein de la mission britannique).

### Les rapports
En mai 1940, afin d'échapper aux Allemands à l'issue de la défaite lors de la bataille de France, les rapports des travaux français effectués au Collège de France par Frédéric et Irène Joliot-Curie, Hans von Halban et Lew Kowarski entre 1939 et 1940, sont transférés au Royaume-Uni. Dans ces rapports s'y trouvent des communications et des brevets déposés , dont un décrivait le principe de la bombe atomique .
Franz Simon termine son travail sur la  séparation isotopique en décembre 1940, avec la conclusion que c'est possible. Ce travail comprend des estimations de coûts et les spécifications techniques pour une grande usine d'enrichissement de l'uranium. James Chadwick écrira plus tard qu'à cette époque il « réalise que la bombe nucléaire est non seulement possible, mais inévitable. Il faut que je commence à prendre des pilules pour dormir. C'est le seul remède ».
En mars 1941, le Department of Terrestrial Magnetism (en) (DTM) de l'institut Carnegie mesure la section efficace en neutrons rapides de l'235U. Avec cette donnée, Peierls calcule une nouvelle masse critique pour l'235U, soit de 18 livres pour une sphère nue, ou 9 à 10 livres pour une sphère entourée d'un réflecteur. Un rapport est produit dans ce même mois par la commission MAUD, décrivant l'importance de la fission rapide pour la conception d'une bombe, et une copie est envoyée à la commission de l'uranium aux États-Unis. Le secrétaire de la commission, Lyman Briggs, met ce document sous le coude quand il arrive en mars 1941, et ne le montre à personne.
Le rapport MAUD rejette la production de plutonium, la diffusion thermique, la méthode électromagnétique et la centrifugation, et recommande la diffusion gazeuse pour produire l'235U à grande échelle. Les Britanniques pensent que la recherche sur l'uranium pourra conduire à la production d'une bombe en temps utile pour influencer l'issue de la guerre. Tandis que le rapport MAUD est censé encourager les Américains en soutenant l'idée d'un grand programme de recherche sur l'uranium, il sert aussi comme rappel sérieux que la fission a été découverte en Allemagne nazie presque 3 ans plus tôt, et que depuis le printemps 1940, une grande partie de la société Kaiser-Wilhelm de Berlin a été consacré à la recherche sur l'uranium.

### La confiance dans les États-Unis
Après des mois de pression croissante de scientifiques en Grande-Bretagne et aux États-Unis (en particulier de la part d'Ernest Orlando Lawrence à Berkeley), Vannevar Bush, au National Defense Research Committee (NRDC) décide de poursuivre la revue des perspectives de l'énergie nucléaire, et charge Arthur Compton et l'Académie nationale des sciences de travailler à ce projet. Leur rapport est rendu le 17 mai 1941, mais il n'envisage pas en détail la conception ou la fabrication d'une bombe.
Le 15 juillet 1941, la commission MAUD approuve ses deux rapports finaux et se dissout. Un rapport concerne l'« Usage de l'uranium pour une bombe », et l'autre l'« Usage de l'uranium comme source d'énergie ». Le premier rapport conclut qu'une bombe est faisable, et la décrit dans ses détails techniques, donnant des propositions spécifiques pour son développement, y compris des estimations de coût. Il dit qu'une bombe contiendra environ 12 kg de matériau actif, ce qui sera équivalent à 1 800 tonnes de TNT, et relâchera de grandes quantités de substances radioactives, qui rendront les lieux près du point d'explosion dangereux pour les humains pour une longue période. Il estime qu'une usine produisant 1 kg d' 235U par jour coûtera 5 millions de livres, et demandera une grande quantité de travailleurs qualifiés, dont on a besoin aussi pour les autres parties de l'effort de guerre. Il suggère aussi que les Allemands peuvent continuer à travailler sur la bombe, et recommande donc que le travail soit entrepris avec une haute priorité en collaboration avec les Américains, bien qu'ils semblent se concentrer sur les usages futurs de l'uranium pour la production d'énergie et la propulsion navale.
Le deuxième rapport MAUD conclut que la fission contrôlée de l'uranium pourrait être utilisée pour produire de l'énergie sous forme de chaleur utilisable dans des machines, ainsi que pour produire de grandes quantités de radioisotopes qui pourraient être utilisés comme substituts pour le radium. Il fait référence à l'utilisation de l'eau lourde, ou éventuellement du graphite comme modérateurs pour les neutrons rapides. Il conclut que la "chaudière à uranium" (c.-à-d. le réacteur nucléaire) a des perspectives considérables pour de futurs usages en temps de paix, mais ne vaut pas la peine d'être considéré pendant la guerre actuelle. La commission recommande que Hans von Halban et Lew Kowarski aillent aux États-Unis où il y a des plans pour produire à grande échelle de l'eau lourde. Il mentionne la possibilité que le plutonium soit plus approprié que l' 235U, et suggère que ce travail soit continué en Grande-Bretagne.
La Grande-Bretagne est en guerre et ressent un urgent besoin de la bombe atomique ; les États-Unis ne sont pas encore en guerre. C'est Marcus Oliphant qui fait avancer le programme américain. Oliphant s'envole pour les États-Unis à la fin août 1941 dans un bombardier sans chauffage, sous le prétexte de discuter le programme radar, mais il a en fait la mission de trouver pourquoi les États-Unis ignorent les résultats de la commission MAUD. Oliphant dit que  : « Les comptes rendus et rapports ont été envoyés à Lyman Briggs, qui est le directeur de la commission de l'uranium, et nous avons été perplexes de ne recevoir pratiquement aucun commentaire. J'ai rendu visite à Briggs à Washington, et j'ai simplement trouvé que cet homme confus et médiocre a mis les rapports dans son coffre-fort et ne les a pas montrés aux membres de sa commission. J'en suis étonné et peiné. »
Oliphant rencontre alors la commission de l'uranium. Samuel Allison en est un nouveau membre, expérimentateur de talent et protégé d'Arthur Compton à l'université de Chicago. Il raconte : "Oliphant vient à une réunion, et parle de 'bombe' en termes précis. Il nous dit qu'il faut concentrer tous les efforts sur la bombe, que nous n'avons pas le droit de travailler sur des sources d'énergie ou toute autre chose que la bombe. Elle coûterait 25 millions de dollars, et la Grande-Bretagne n'a ni l'argent, ni les travailleurs, et c'est donc pour nous." Allison est surpris que Briggs ait gardé le silence vis-à-vis de la commission.
Oliphant rend alors visite à ses amis Ernest Orlando Lawrence, James Bryant Conant et Enrico Fermi pour leur expliquer l'urgence. Lawrence contacte de son côté Conant et Arthur Compton. 
En décembre 1941, Vannevar Bush crée l'« Office of Scientific Research and Development » (OSRD), plus grand et plus puissant, avec le pouvoir de lancer de grandes entreprises techniques en plus de la recherche, et devient son directeur. Alors que jusque-là, le projet projet Manhattan avait uniquement un but expérimental, avec pour objectif de valider la réalisation d'une bombe atomique, il est décidé en 1943, au vu des résultats, de passer au stade du développement. Le projet bénéficie à partir de ce moment de moyens humains et matériels très importants. 
L'accord de Québec, signé le 19 août 1943, transfère dans des conditions léonines le résultat des travaux britanniques aux États-Unis. Le projet Manhattan sera le seul projet qui se concrétisera parmi les belligérants avant la fin de l'année 1945.
Entre-temps, un programme distinct sur la bombe nucléaire continue en Grande-Bretagne sous le nom de code Tube Alloys.

### L'intérêt de l'URSS
En 1943, le NKVD obtient une copie du rapport final de la commission MAUD. Ceci conduit Staline à décider le début d'un programme soviétique, mais avec des ressources très limitées. Plus tard la même année, Igor Kourtchatov est nommé directeur du programme naissant.